# Реймонд Стівенс
Реймонд Стівенс  (англ. Raymond Stevens, 26 липня 1963) — британський дзюдоїст, олімпійський медаліст.

## Виступи на Олімпіадах
| Олімпіада      | Дисципліна           | Місце |
| -------------- | -------------------- | ----- |
| Барселона 1992 | напівважка категорія | 2     |
| Атланта 1996   | напівважка категорія | =17   |